# Волков, Василий Степанович
Василий Степанович Волков (20 февраля 1922, д. Старое Село, Родниковский район, Ивановская область — 6 июля 2003, г. Москва) — Герой Советского Союза, — командир батареи 171-го истребительно-противотанкового артиллерийского полка (18-я истребительно-противотанковая артиллерийская бригада, 60-я армия, 4-й Украинский фронт).

## Биография
Родился 20 февраля 1922 года в деревне Старое Село, ныне Родниковского района Ивановской области, в семье рабочего. Русский. Член ВКП(б) с 1943 года. Окончил Ивановский хлопчатобумажный техникум.
В Красной Армии с 1942 года. Окончил ускоренный курс Киевского артиллерийского училища, эвакуированного в Красноярск. С августа того же года в действующей армии. Воевал на Калининском, Северо-Западном, 2-м Прибалтийском и 1-м Украинском фронтах. Весной 1944 года Волков назначен командиром противотанковой батареи.
В марте 1944 года батарея Волкова вместе с танкистами поддерживала десантную группу. Когда бойцы пошли в атаку, батарея, следуя за танкистами, ударила с фланга. Деревня Погорелки, находившаяся в тылу вражеской обороны, была взята сходу. Десантники, заняв круговую оборону, в течение суток отбили несколько вражеских атак. В этом нелёгком бою отлично действовала батарея капитана Волкова. Своим прицельным огнём она отражала все попытки гитлеровцев снова овладеть деревней.
Капитан Волков отличился в боях весной 1945 года. В марте его батарея успешно вела бой с противником в городе Нейштадт (Прудник, Польша) и подбила 4 танка. В апреле в боях за город Опава (Чехия) при отражении контратаки противника подбила 2 танка. В представлении на присвоение высокого звания подведены итоги боевой работы капитана Волкова. Там сказано, что артиллеристы его батареи, громя врага, «уничтожили 59 пулемётов, 17 орудий, 10 танков, 8 миномётов, 23 дзота и 1850 солдат и офицеров».
После войны продолжал службу в армии.
В 1952 году окончил Военную артиллерийскую академию имени Ф. Э. Дзержинского.
С 1957 по 1959 год в звании подполковника проходил службу в Ростовском высшем артиллерийском инженерном училище в должности начальника курса 2-го факультета.
В 1970 году уволился в запас в звании полковника и проживал в Москве.
Умер 6 июля 2003 года. Похоронен в Москве, на Калитниковском кладбище.

## Награды
- Указом Президиума Верховного Совета СССР от 29 июня 1945 года за отвагу и мужество проявленные в боях при освобождении Польши и Чехословакии капитану Волкову Василию Степановичу присвоено звание Героя Советского Союза с вручением ордена Ленина и медали «Золотая Звезда» (№ 8773).
- Награждён орденами Ленина, Александра Невского, двумя орденами Отечественной войны 1-й степени, тремя орденами Красной Звезды, медалями, иностранными наградами, в том числе орденом «Военный крест 1939 года» (Чехословакия)

## Память
- На мемориале в г. Родники.
- Мемориальная доска в память о Волкове установлена Российским военно-историческим обществом на школе № 2 в городе Родники, где он учился.